# Таліяферро (округ, Джорджія)
Шаблон:StateAbbr_ 33°34′ пн. ш. 82°53′ зх. д. / 33.57° пн. ш. 82.88° зх. д.
Округ Таліяферро (англ. Taliaferro County) — округ (графство) у штаті Джорджія, США. Ідентифікатор округу 13265.

## Історія
Округ утворений 1825 року.

## Демографія
За даними перепису 
2000 року 
загальне населення округу становило 2077 осіб, усе сільське.
Серед мешканців округу чоловіків було 1002, а жінок — 1075. В окрузі було 870 домогосподарств, 559 родин, які мешкали в 1085 будинках.
Середній розмір родини становив 3.
Віковий розподіл населення поданий у таблиці:
| Стать    | До 15 років | 15-21 | 22-29 | 30-39 | 40-49 | 50-65 | 65-85 | Понад 85 |
| -------- | ----------- | ----- | ----- | ----- | ----- | ----- | ----- | -------- |
| Чоловіки | 213         | 105   | 76    | 132   | 144   | 169   | 146   | 17       |
| Жінки    | 192         | 86    | 86    | 144   | 134   | 203   | 195   | 35       |

## Суміжні округи
- Оглторп — північ
- Вілкс — північ
- Воррен — південний схід
- Генкок — південь
- Грін — захід

## Виноски
1. ↑  U.S. Decennial Census. United States Census Bureau. Архів оригіналу за 12 травня 2015. Процитовано 26 червня 2014.
2. ↑  Historical Census Browser. University of Virginia Library. Архів оригіналу за 11 серпня 2012. Процитовано 26 червня 2014.
3. ↑  Population of Counties by Decennial Census: 1900 to 1990. United States Census Bureau. Архів оригіналу за 2 лютого 2019. Процитовано 26 червня 2014.
4. ↑  Census 2000 PHC-T-4. Ranking Tables for Counties: 1990 and 2000 (PDF). United States Census Bureau. Архів оригіналу (PDF) за 18 грудня 2014. Процитовано 26 червня 2014.
5. ↑  State & County QuickFacts. United States Census Bureau. Архів оригіналу за 5 вересня 2015. Процитовано 26 червня 2014. [Архівовано 2015-09-05 у Wayback Machine.](англ.) Наведено за англійською вікіпедією.
6. ↑  American FactFinder. Бюро перепису населення США. Архів оригіналу за 26 лютого 2012. Процитовано 31 січня 2008. [Архівовано 2008-05-21 у Wayback Machine.]

| США | Це незавершена стаття з географії США. Ви можете допомогти проєкту, виправивши або дописавши її. |